# Фаренбах
Фаренбах (нім. Fahrenbach) — громада в Німеччині, знаходиться в землі Баден-Вюртемберг. Підпорядковується адміністративному округу Карлсруе. Входить до складу району Неккар-Оденвальд.
Площа — 16,42 км2. Населення становить 2741 ос. (станом на 31 грудня 2020).